# Anton Ludwig Sombart
Anton Ludwig Sombart (* 14. September 1816 in Haus Bruch bei Hattingen; † 13. Januar 1898 in Elberfeld) war Geodät, Rittergutsbesitzer und Reichstagsabgeordneter.

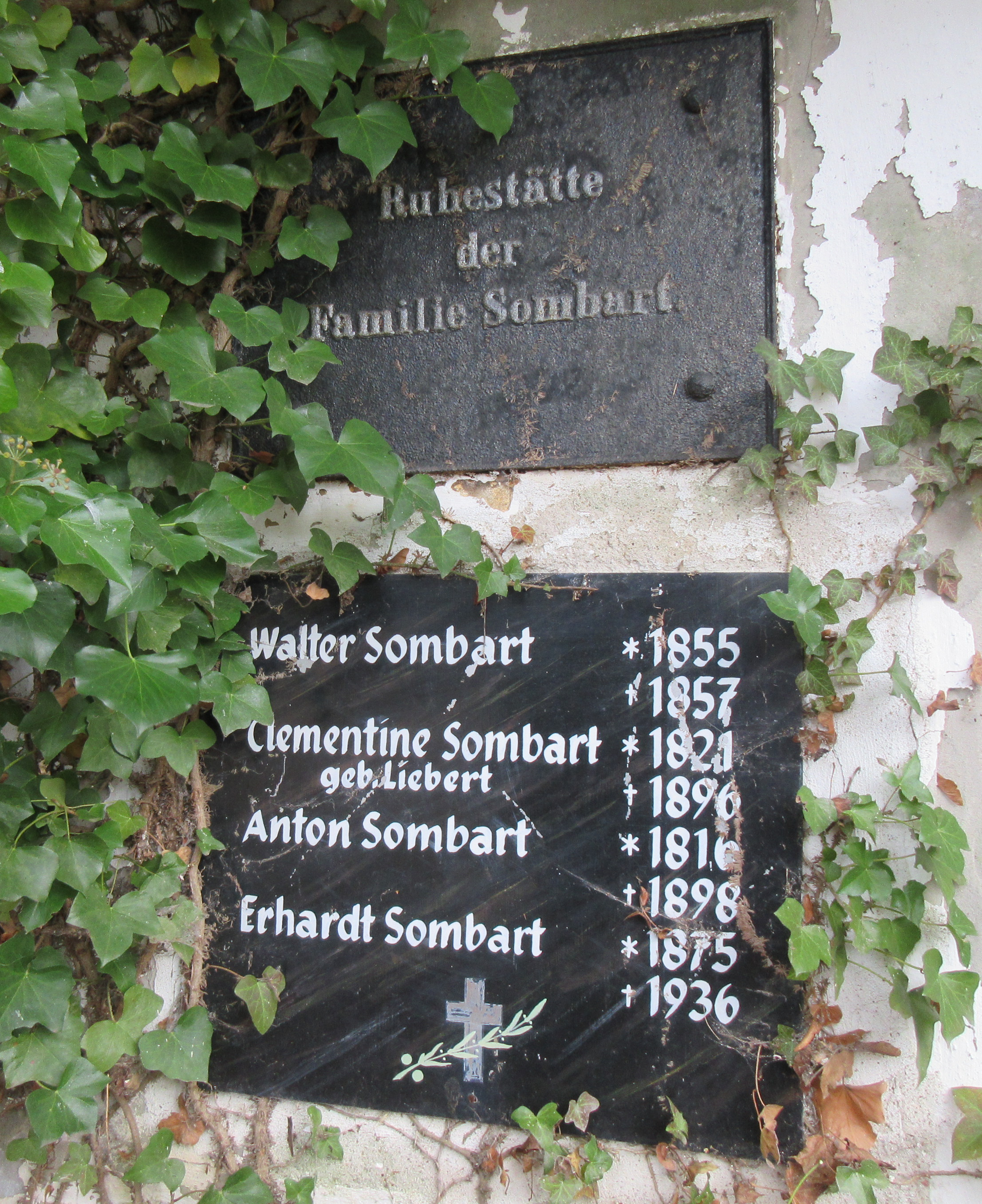
Grab auf dem Friedhof Ermsleben

Sombart verzichtete zugunsten seines Bruders auf die Übernahme des väterlichen Gutes. 1838 legte er die Feldmesserprüfung ab und war danach in dieser Funktion bis 1850 in der Provinz Sachsen tätig. In der Folge sah er sich durch ein Augenleiden gezwungen, diese Tätigkeit aufzugeben. Von 1848 bis 1850 war er Bürgermeister in Ermsleben am Harz. Danach betätigte er sich erfolgreich in der Landwirtschaft und wurde Mitglied der Direktion der landwirtschaftlichen Centralvereine für die Provinz Sachsen (später dessen Ehrenmitglied) und des Vereins der Rübenzuckerfabrikanten im Zollverein.
Vom Jahre 1862 bis 1893 war er mit Unterbrechungen Mitglied des Preußischen Abgeordnetenhauses, von 1867 bis 1878 des norddeutschen bzw. deutschen Reichstags. Auch dem Zollparlament hat er angehört. Nach Einführung der Provinzial-Ordnung war er von 1878 bis 1881 Mitglied des Provinziallandtags der Provinz Sachsen, von 1867 bis 1877 Landschaftsdirektor der Provinz Sachsen. Außerdem war er Präsident der Handelskammer in Halberstadt, Mitglied des preußischen Landesökonomiekollegiums sowie Mitbegründer und Ausschussmitglied des Centralvereins für Socialpolitik. Er verstarb 1898 bei seiner Tochter in Elberfeld an einer Luftröhrenentzündung. Sein Sohn war der Soziologe und Volkswirt Werner Sombart.

## Schriften
- Zur Frage der innern Kolonisation : die Berechnung der Renten auf Rentengüter nach dem preußischen Gesetze vom 7. Juli 1891, Leipzig: Duncker & Humblot 1897 (online).
- Die Krisis der Rübenzucker-Industrie im Zollverein und deren Abwendung. In: Zeitschrift des Landwirthschaftlichen Central-Vereins der Provinz Sachsen, 1867, Nr. 5, S. 93–99 (online).
- Der landschaftliche Credit-Verband der Provinz Sachsen. In: Zeitschrift des Landwirthschaftlichen Central-Vereins der Provinz Sachsen, 1867, Nr. 5, S. 157f. (online).
- Ländliche Hypotheken- und Pensionskassen für die Provinz Sachsen. In: Zeitschrift des Landwirthschaftlichen Central-Vereins der Provinz Sachsen, 1867, Nr. 5, S. 261–265 (online).